# Molukken
Die Molukken sind eine indonesische Inselgruppe zwischen Sulawesi und Neuguinea. 
Sie umfassen ein Gebiet von 74.505 km² mit 2,1 Millionen Einwohnern. Die Hauptstadt der Region ist Ambon. Verwaltungsmäßig ist die Inselgruppe in die zwei Provinzen Maluku (Molukken) und Maluku Utara (Nordmolukken) geteilt.
Die Molukken tragen den Beinamen „Gewürzinseln“, da Gewürze die Grundlage eines profitablen Handels waren. Der Muskatnussbaum war auf den südlich gelegenen Banda-Inseln, der Gewürznelkenbaum auf den fünf Inseln Ternate, Tidore, Moti, Makian und Bacan endemisch. Das Monopol der Molukken auf den Anbau dieser Gewürze wurde ab 1512 nach Errichtung europäischer Stützpunkte durch die Portugiesen und später von der Niederländischen Ostindien-Kompanie verteidigt, bis es um 1769 von dem Franzosen Pierre Poivre gebrochen wurde.

## Geographie
Die wichtigsten Inseln beziehungsweise Inselgruppen des nördlichen Teils (Maluku Utara) sind:
- Bacan-Inseln
- Halmahera, die größte Insel der Molukken
- Morotai
- Obi-Inseln
- Sula-Inseln
- Ternate, die Hauptinsel, im Westen von Halmahera
- Tidore, südlich von Ternate

Die wichtigsten Inseln beziehungsweise Inselgruppen des südlichen Teils (Maluku) sind:
- Ambon, die Hauptinsel
- Aru-Inseln
- Babarinseln
- Banda-Inseln
- Barat-Daya-Inseln
- Buru
- Gorominseln
- Kei-Inseln
- Lease-Inseln
- Leti-Inseln
- Seram, die zweitgrößte Insel der Molukken
- Sermata-Inseln
- Tanimbarinseln
- Watubela-Inseln
- Wetar

Auf den Molukken kommt es häufig zu Erdbeben, die letzten schweren fanden am 21. Januar 2007 mit einer Magnitude von 7,5 und am 15. November 2014 mit einer Magnitude von 7,0 statt.

## Bevölkerung

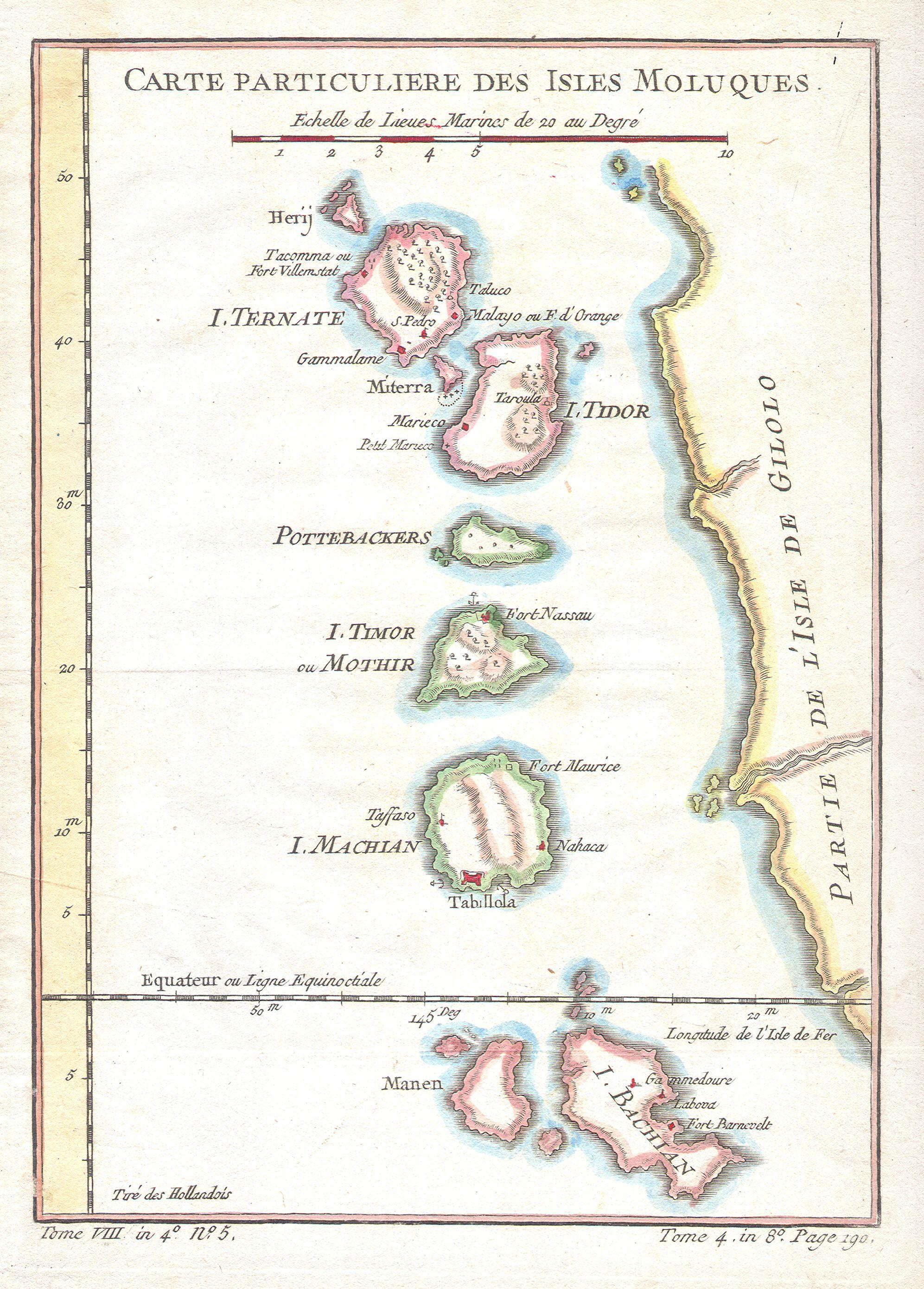
Carte Particuliere Des Isles Moluques, die Gewürzinseln um 1760

Die Bevölkerung besteht überwiegend aus Malaien und daneben kleineren Volksgruppen mit melanesischen und papuanischen Wurzeln, die früher mit dem Sammelbegriff Alfuren bezeichnet wurden. Der hohe Anteil von Christen ist durch die zahlreichen islamischen Einwanderer aus anderen Teilen Indonesiens mittlerweile rückläufig (siehe auch „Transmigrasi“).

## Geschichte
Die Molukken wurden vor Zehntausenden von Jahren besiedelt. Gegen 2000 v. Chr. erreichte die austronesische Expansion die Inseln. Der Handel mit Gewürzen wurde bereits von den Ureinwohnern betrieben. Dabei tauschten die Bewohner der kleineren vulkanischen Inseln Muskatnuss und Nelken gegen Palmsago von den größeren Inseln, wie Halmahera und Seram. Die Bugis importierten diese Gewürze nach Java und Sumatra, von wo aus sie nach China, Indien und Europa transportiert wurden.
Die ersten europäischen Stützpunkte wurden 1512 von den Portugiesen errichtet, die den Gewürzhandel im Rahmen des Indienhandels von hier nach Europa kontrollieren wollten. 1529 legten Spanien und Portugal im Vertrag von Saragossa eine Trennlinie im Pazifik fest; die Molukken wurden zu portugiesischem Einflussbereich erklärt. 
1663 kamen die Molukken in niederländischen Besitz. Im Krieg mit Napoleon wurden die niederländischen Besitzungen von Großbritannien besetzt (1796–1802 und 1810–1816). Während des Pazifikkriegs besetzte Japan die Inseln, die nach dem Ende des Krieges gegen den Willen der Bevölkerung Teil von Indonesien wurden.
1950 proklamierte der christliche Teil der Bevölkerung in den Südmolukken die unabhängige Republik Maluku Selatan. Der Sezessionsversuch wurde von der indonesischen Armee mit Waffengewalt unterdrückt. Die Spannungen zwischen Muslimen und Christen blieben weiterhin untergründig bestehen.
Ab 1999 kam es ausgehend von Ambon zu schweren Kämpfen zwischen Muslimen und Christen, die nach dem Eintreffen von Tausenden islamistischen Kämpfern aus Java eskalierten und zu Pogromen, Massakern und Vertreibungen auf fast allen Molukken-Inseln führten. Das indonesische Militär zeigte sich nicht willens, für Ordnung zu sorgen. Die Zahl der (überwiegend christlichen) Todesopfer wird auf 10.000 geschätzt. Erst im Herbst 2002 kam es zu einer relativen Beruhigung der Lage; sie blieb bis 2005 angesichts des mehrmaligen Wiederaufflammens der Gewalt angespannt.

## Molukker in den Niederlanden

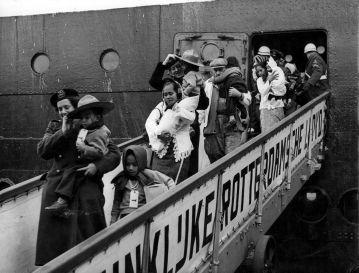
Ankunft in Rotterdam, 1951

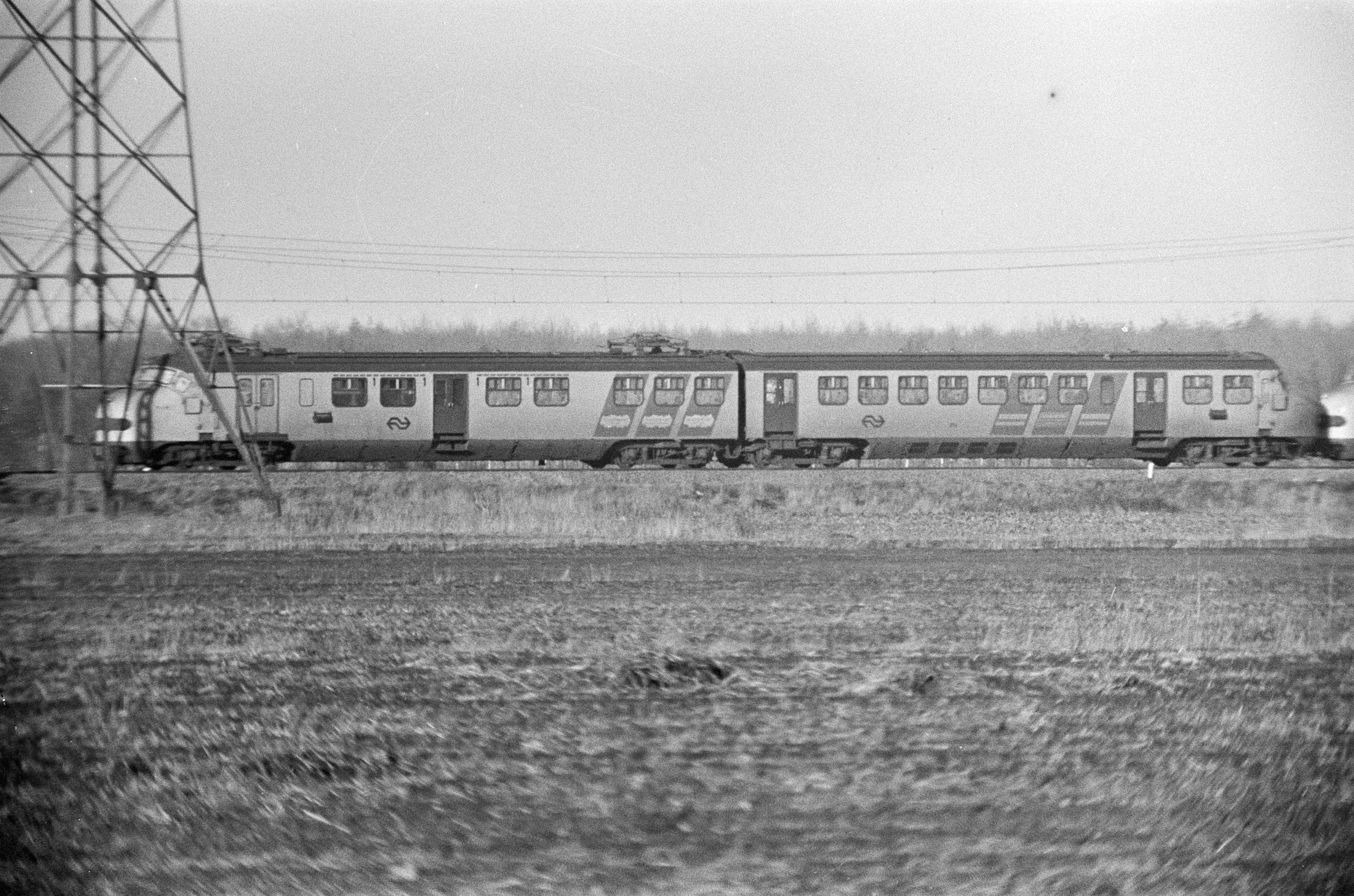
Entführter Zug bei Wijster am 12. Tag

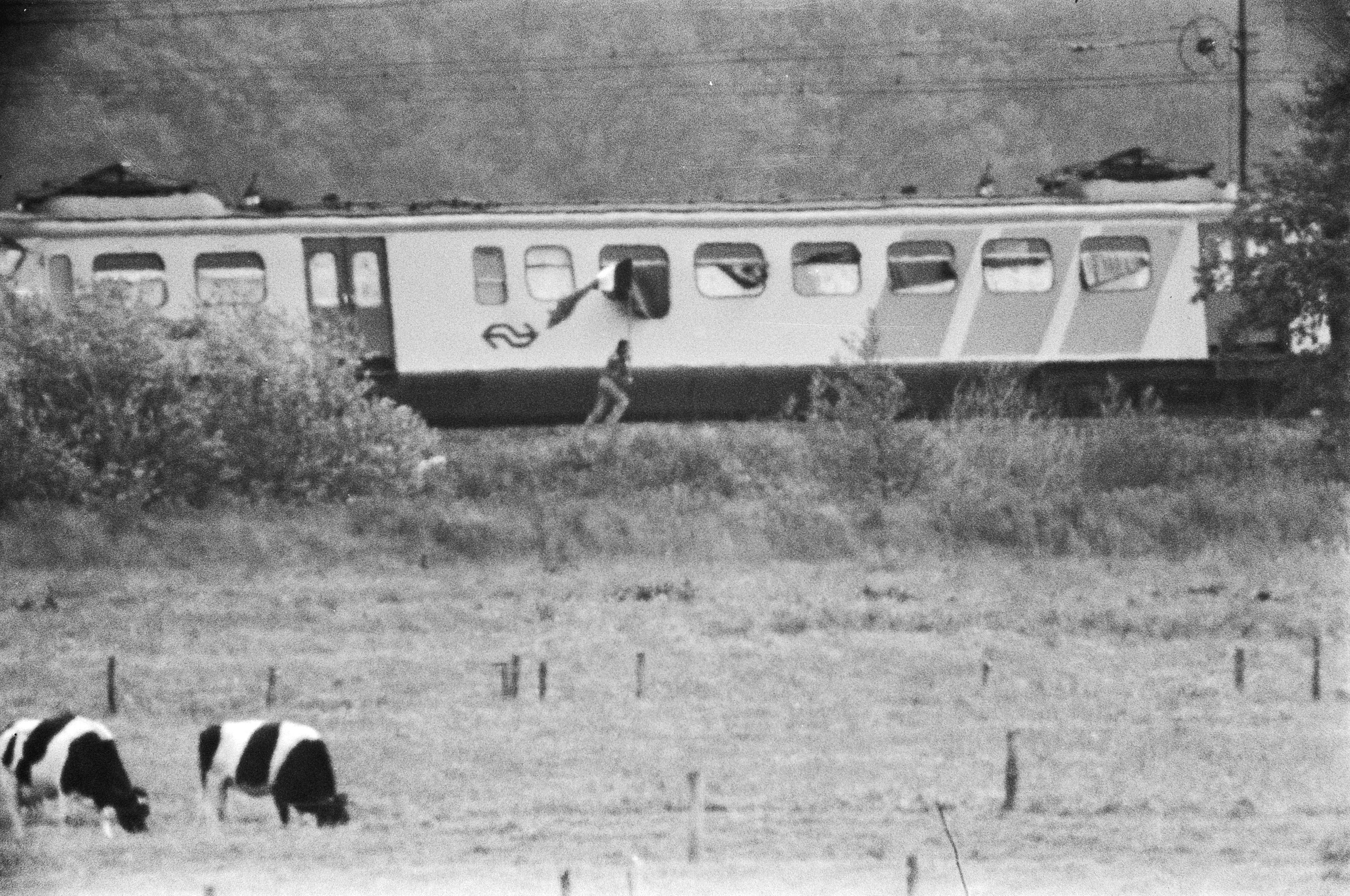
Entführter Zug bei De Punt mit einem Entführer mit RMS-Flagge

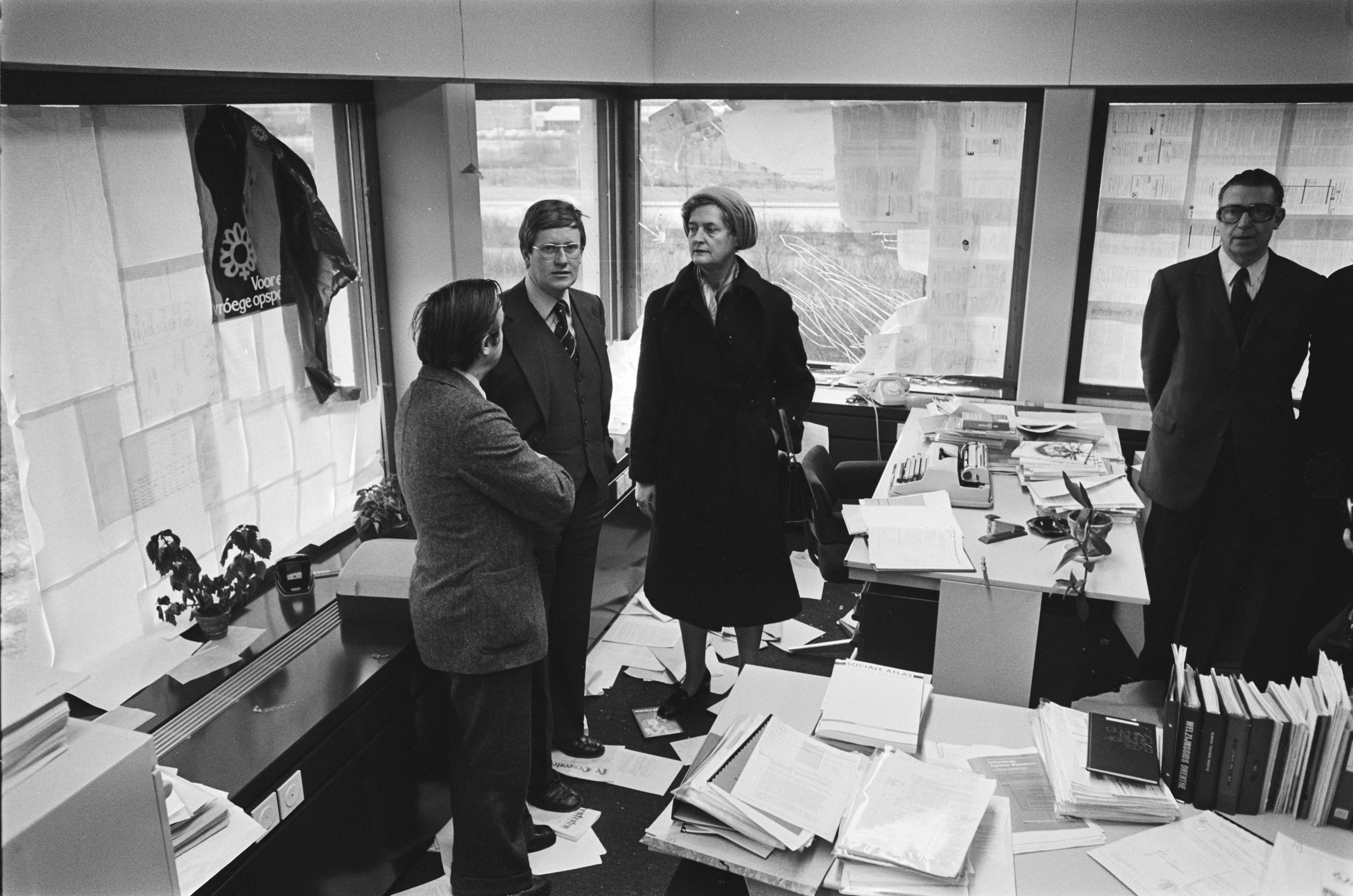
Das Gebäude der Provinzverwaltung in Assen am Tag nach der Besetzung

Im Jahre 1951 kam im Hafen Rotterdam eine Gruppe von Menschen von den Molukken an, die Molukkers genannt wird. Es handelte sich um ehemalige Mitarbeiter und Soldaten der niederländischen Kolonialmacht, die nach dem Indonesischen Unabhängigkeitskrieg als Kollaborateure nicht mehr auf den Molukken erwünscht waren. Die Idee, diese Menschen zeitweilig aufzunehmen, war aber an Bedingungen geknüpft. Wegen einiger Privilegien wurden die Molukker von der niederländischen Gesellschaft nicht gleichberechtigt behandelt, sondern in Lagern wie dem ehemaligen KZ Herzogenbusch und Durchgangslager Westerbork sowie in Lagern in Zeeland u. a. in Westkapelle untergebracht. Später wurden sie in einigen Stadtvierteln im Land angesiedelt, die sich oft zu sozialen Brennpunkten entwickelten. Es handelte sich um zunächst 13.000, später etwa 35.000 Menschen, neben weiteren hunderttausend Einwohnern aus der ehemaligen Kolonie Niederländisch-Indien. Besonders in der jungen Generation staute sich Wut über geringe Zukunftsperspektiven an: geringe Chancen in den Niederlanden, aber auch keine Aussicht auf eine Rückkehr.
Die erste bewaffnete Aktion der Molukker war die Besetzung der indonesischen Botschaft in Wassenaar. Am frühen Morgen des 31. August 1970 drangen 33 schwer bewaffnete jugendliche Molukker-Mitglieder in die Vertretung ein. Der Botschafter sowie die anwesenden Mitarbeiter wurden festgehalten. Ein niederländischer Wachmann wurde dabei erschossen. Spät am Nachmittag des gleichen Tages ergaben sie sich. Nach einer Unterredung mit dem Botschafter kamen sie zu dem Schluss, dass ihre Ziele erreicht worden waren. Sie hatten Aufmerksamkeit für ihre Situation erreicht, und der geplante Staatsbesuch des indonesischen Präsidenten Suharto wurde verschoben. Die Geiselnahme ging nach etwa zwölf Stunden zu Ende. Die Jugendlichen erhielten nur Haftstrafen zwischen vier Monaten und drei Jahren. Der Richter zeigte Verständnis für die Lage der Molukker in den Niederlanden. Innerhalb der Molukkergemeinde wurden sie als Helden gefeiert.
Die Bahnstrecke Meppel–Groningen war zweimal Schauplatz einer Zugentführung. So überfielen am 2. Dezember 1975 einige extremistische Molukker bei Wijster in der niederländischen Provinz Drenthe einen Zug und am 4. Dezember 1975 das indonesische Generalkonsulat in Amsterdam. Sie nahmen Geiseln mit dem Ziel, dass sich die niederländische Regierung für die Ambonesen in Indonesien einsetzen sollte. Vier Geiseln wurden dabei erschossen. Die niederländische Regierung blieb hart, die Ambonesen gaben am 19. Dezember 1975 auf. 
Am 23. Mai 1977 fand bei De Punt in der Gemeinde Tynaarlo eine dramatische Geiselnahme in einem von südmolukkischen Terroristen gekaperten Zug statt. Diese wurde drei Wochen später, am 11. Juni, durch das Eingreifen eines Sonderkommandos der Korps Mariniers gewaltsam beendet. Sechs der Südmolukker und zwei Passagiere fanden dabei den Tod. Zur gleichen Zeit nahmen in Bovensmilde vier bewaffnete Molukker 105 Schulkinder und fünf Lehrer tagelang als Geiseln.
Am 13. März 1978 wurde das Gebäude der Provinzverwaltung Assen von drei Südmolukkern besetzt und 70 Menschen als Geiseln genommen. Der Beamte Ko de Groot wurde bei einem Schlichtungsversuch von den Terroristen exekutiert. Am nächsten Tag wurde die Geiselnahme gewaltsam beendet. Dabei wurde der Abgeordnete Jakob „Jack“ Trip verletzt und erlag später seinen Verwundungen.
Der Satudarah MC Maluku, ein großer niederländischer Rocker-Club mit internationalen Ortsgruppen (Chapter), wurde 1990 von Molukkern gegründet. In Deutschland wurde der MC im Februar 2015 und in den Niederlanden zum 18. Juni 2018 verboten.
Die Gewalttaten ließen das Ansehen der Molukker weiter sinken. Angesichts zunehmender Integration, vor allem der Jüngeren, haben seitdem die Spannungen abgenommen.